# Ontherus edentulus
Ontherus edentulus är en skalbaggsart som beskrevs av François Génier 1996. Ontherus edentulus ingår i släktet Ontherus och familjen bladhorningar. Inga underarter finns listade i Catalogue of Life.